# Family Farm Seaside
Family Farm Seaside (también conocido como Vida en la Granja Marina en español) es un juego de plataforma de Facebook y móvil desarrollado en Beijing por la empresa de videojuegos FunPlus, es un juego de granjas disponible gratis para iOS y Android, disponibles en 18 idiomas.
El juego ha sido valorado positiva por el público y según CNET «ha sido uno de los 100 mejores juegos de la lista de Apple en la App Store, en torno al n.º 135 entre los software más descargados, según la información recogida por la App Annie». En 2014 Social Times también informó de que «Vida en la Granja Marina tenía un compromiso DAU/MAU superior al 35 %, frente a un 18 % para Farmville y un 20 % para Farmville 2».
En junio de 2015 Vida en la Granja Marina tuvo más de 60 millones de usuarios activos.

## Jugabilidad
Se comienza en una pequeña granja a orillas del mar, en una playa. Lo jugadores deben ocuparse de sus cosechas y agricultura, así como cuidar de la granja, plantar nuevos elementos, alimentar a sus animales y construir edificios y máquinas. En el juego se pueden vender los elementos por monedas, utilizadas como moneda virtual.